# Noc wigilijna (film 1951)
Noc wigilijna (ros. Ночь перед Рождеством, Nocz pieried Rożdiestwom) – radziecki średniometrażowy film animowany z 1951 roku powstały na podstawie  opery "Noc wigilijna" Rimskiego-Korsakowa i oparty na dziele Nikołaja Gogola o tej samej nazwie. Animacja filmu jest rotoskopowa.

## Obsada
Aleksiej Gribow, Lilija Gricenko, Nikołaj Gricenko, Michaił Janszyn, Wiera Mariecka, Władimir Gribkow, Aleksiej Żylcow

## Animatorzy
Nikołaj Fodorow, Tatjana Fiodorowa, Lew Popow, Lidija Riezcowa, Boris Diożkin, Boris Butakow, Konstantin Czikin, Faina Jepifanowa, Fiodor Chitruk, Giennadij Filippow, Roman Dawydow, Grigorij Kozłow, Roman Kaczanow, Jelizawieta Komowa, Tatjana Taranowicz